# Youssef al-Hakim
 (mai 2020).
Pour les articles homonymes, voir Hakim.
Youssef al-Hakim, né en 1879 à Lattaquié et décédé en 1979 à Damas, grec orthodoxe est un juriste et ministre  syrien.

## Formation et carrière
Il est diplômé de l'École française de Beyrouth, et sera directeur du service judiciaire du Territoire des Alaouites, puis président de la Cour de cassation de Syrie, placé là par son ami Nami Bey.
Sous le règne de Faisal I, il occupe à plusieurs reprises des fonctions politiques : ministre du commerce et de l'agriculture en 1920, puis ministre de la Justice en 1926.
Malgré la chute de Royaume arabe, il réussit à conserver son ministère sous mandat français.

## Franc-maçonnerie
Youssef al-Hakim est initié en 1911 à la loge Kadisha à l'Orient de Tripoli (Liban), sous juridiction de la Grande Loge d’Écosse, il en devient le vénérable maître. Il fréquente la loge Al Mizhab à Tripoli avant de rejoindre la loge « Syrie » de Damas sous juridiction du Grand Orient de France, dont il deviendra également vénérable maître.
De 1933 à 1935, il occupe la chaire de vénérable de la loge Orient et Occident.
Il gravit ainsi tous les échelons du Rite écossais ancien et accepté ; de maître en 1911, il s'élève dans la hiérarchie maçonnique jusqu'à l'ultime grade de souverain grand inspecteur général. Il atteint ainsi le 33e et dernier degré du Rite Ecossais Ancien et Accepté,.

## Œuvres
- (ar) Youssef al-Hakim, بيروت ولبنان في عهد آل عثمان (Beyrouth et le Liban sous l'ère Ottomane), Beyrouth, Dar Al-Nahar,‎ 1980.
- [(ar) Youssef al-Hakim, سورية والانتداب الفرنسي (La Syrie et le mandat français), Beyrouth, Dar Al-Nahar,‎ 1983[8],.
- (ar) Youssef al-Hakim, اقطاب النمو كاستراتيجيه للتنميه الاقليميه فى مصر (Les pôles de croissance comme stratégie de développement régional en Egypte), Maison d'édition et de distribution Al-Sahwa.
- (ar) Youssef al-Hakim, سورية والعهد الفيصلي (La Syrie et le gouvernement de Faysal), Beyrouth, Dar an-Nahar.,‎ 1986[9],.